# طروقة
طروقة أو (نقحرة: تاروكا) هي مدينة من مدن البرتغال. يبلغ عدد سكانها 8,046 نسمة وذلك حسب إحصائيات سنة 2011. تبلغ مساحتها 100.08 كم².